# Röklucka
En röklucka är en lucka som används för att vädra ut rök och brandgaser genom tak och fasad. Den korrekta benämningen är brandgasventilator, som förekommer i exempelvis i industribyggnader, trapphus och källare för att användas vid eldsvåda eller för att vädra ut "kall" rök. Brandgasventilatorn kan öppnas manuellt av räddningstjänsten eller automatiskt om de är kopplade till ett brandlarm eller andra yttre funktioner. I Sverige är den vanligaste metoden att öppna locken med en kombination av hållmagnet, smältsäkring och gasfjädrar. Andra system som finns på den europeiska marknaden är till exempel pneumatisk öppning, motoriserad öppning, elektrotermisk (ETL-länk) eller permanentmagnet i kombination med gasfjäder. 
Syftet är primärt att förlänga utrymningstiden, sänka temperaturen i byggnaden för att förhindra brandgasexplosion och bevara konstruktionens integritet, underlätta räddningstjänstens insats och rädda restvärde.
Det är inte helt ovanligt att man kombinerar brandgasventilatorerna med naturligt dagsljus och/eller komfortventilation. För att få en hanterbar komfortventilation är rökluckorna försedda med motorer.
Enligt Lagen om skydd mot olyckor skall brandgasventilatorerna omfattas av årlig kontroll och dokumenteras i det systematiska brandskyddsarbetet. Sedan 2013-07-01 omfattas rökluckorna av Byggproduktsförordningen (CPR).
Den europeiska harmoniserade standarden för brandgasventilatorer är SS-EN 12101-2. Då det är en harmoniserad standard måste brandgasventilatorer vara CE-märkta. Till denna finns en svenska tillämpningsstandard SS 883006.
Brandgasventilation kan även ske genom en mängd andra system, bland annat mekanisk brandgasventilation. Korrekt benämning är brandgasfläkt och omfattas av SS-EN 12101-3, även . I skrivandets stund finns ingen svensk harmonisering.
I Europa kallas även brandgasventilatorer för nSHEV, "Natural smoke and heat exhaust ventilators".
För övrigt omfattas även strömförsörjning för brandgasventilatorer av SS-EN 12101-10 och omfattas även av krav på CE-märkningbyggproduktsförordningen. Standarden för manöverutrustningen, SS-EN 12101-9 är ännu inte färdig och omfattas därför inte av CE-märkningskrav.
Det svenska standardiseringsarbetet utförs av SIS/TK360/AG6 och det europeiska arbetet utförs av CEN/TC 191/SC1.

Andra typer av rökluckor kan finnas i vedeldade badstugor, så kallad rökbastu.

## Rökstuga
Särskilt svedjefinnarna på 1600-talet byggde pörten (finsk pirtti) som saknade skorsten, däremot fanns en röklucka ovanför eldstaden. Röken lade sig under innertaket i rummet och bidrog därmed till att hålla kvar värmen längre. Innerväggarna blev så småningom svarta av sot.